# Gareila birmanica
Gareila birmanica là một loài tò vò trong họ Ichneumonidae.